# Joan Röell
Joan Röell (21. července 1844 Haarlem – 13. července 1914 Haag) byl nizozemský politik. Jako nestraník liberální orientace byl v letech 1894–1897 premiérem Nizozemska. V úřadě byl 3 roky, 2 měsíce a 11 dní. Souběžně byl ministrem zahraničí. V letech 1905–1909 předsedal dolní komoře parlamentu. Od roku 1912 až do své smrti byl místopředsedou Státní rady.

## Život
Narodil se ve šlechtické rodině, z níž vzešlo mnoho státních úředníků a politiků. Vystudoval právo na univerzitě v Utrechtu (kde byl jeho otec kurátorem v letech 1859–1883 a on sám zde později zastával stejnou funkci). Doktorát získal roku 1866. Poté krátce pracoval jako advokát, od roku 1872 byl provinčním úředníkem. V roce 1877 byl prvně zvolen do sněmovny (poslancem v letech 1877–1886, 1888–1894, 1901–1909), roku 1886 do Senátu (senátorem v letech 1886–1888, 1898–1901). V obou komorách se angažoval zejména v otázkách školství.
Po volbách v roce 1894 byl královnou Vilémínou (přesněji její regentskou radou, jíž byl ostatně sám členem) pověřen sestavením vlády. Jeho vláda neměla za sebou většinu ve sněmovně, přesto se jí podařilo v roce 1886 výrazně rozšířit volební právo. Volební reforma zdvojnásobila počet voličů. Vedení kabinetu se věnoval, na rozdíl od některých jiných premiérů vedoucích ještě jiné ministerstvo. Naopak resort zahraničí spíše zanedbával. V roce 1906 vstoupil nové strany Unie svobodných liberálů (Bond van Vrije Liberalen).
Huygensův institut ho na svých stránkách charakterizoval slovy: "Röell byl umírněný a tolerantní muž, který však nikdy neobětoval své vlastní přesvědčení. Byl nesmírně pracovitý a měl rozsáhlé znalosti administrativních záležitostí. O problematice hovořil, jen když znal všechny její aspekty a detaily. Tím si získal velkou autoritu ve sněmovně již v raném věku. (...) Kabinet skutečně vedl, což bylo respektováno i energickými a nezávislými osobnostmi, jako byl Samuel van Houten. Jako předseda sněmovny se pevně držel jednacího řádu a během 'Staalovy noci' z 21. na 22. prosince 1906 svým taktem uklidnil vzrušenou atmosféru". (Staalovou nocí je míněno dlouhé celonoční jednání sněmovny, na němž ministr obrany Henri Staal jen s obtížemi protlačil obranný rozpočet na rok 1907).